# Prosotas hampsonii
Prosotas hampsonii är en fjärilsart som beskrevs av De Nicéville 1885. Prosotas hampsonii ingår i släktet Prosotas och familjen juvelvingar. Inga underarter finns listade i Catalogue of Life.